# جمخامبهالیا
جمخامبهالیا (به انگلیسی: Jamkhambhaliya) یک منطقهٔ مسکونی در هند است که در Khambhaliya Taluka واقع شده‌است. جمخامبهالیا ۱۰۰٬۰۰۰ نفر جمعیت دارد.